# Ryan Reynolds
Pour les articles homonymes, voir Reynolds.
Ryan Reynolds est un acteur, producteur de cinéma et entrepreneur canado-américain, né le 23 octobre 1976 à Vancouver (Colombie-Britannique).
Il commence sa carrière à l'âge de quatorze ans et se fait connaître en 1998 avec son rôle de Michael « Berg » Bergen dans la série télévisée, Un toit pour trois jusqu'en 2001, puis est révélé au cinéma avec celui de Van Wilder dans le film  American Party : Van Wilder,relations publiques (2002).     Par la suite, en parallèle d'autres projets (comédie romantique comme La Proposition, thriller dans Buried), il prête ses traits à divers personnages issus de comics ou non comme Hannibal King dans Blade: Trinity (2004), Hal Jordan / Green Lantern dans le film centré sur le personnage du même nom (2011), Nick Walker dans RIPD : Brigade fantôme (2013) ou même la voix de Pikachu dans Pokémon : Détective Pikachu (2019). En jouant Wade Wilson / Deadpool dans la série de films sur les X-Men, il connaît un large succès, tout d'abord dans X-Men Origins: Wolverine (2009), puis dans les films Deadpool (2016), Deadpool 2 (2018) et Deadpool et Wolverine (2024).
Le 15 novembre 2023, Ryan Reynolds devient membre de l'Ordre de la Colombie-Britannique en reconnaissance de l'impact important de ses actions au niveau provincial, national et international,. Il est nommé à l'Ordre du Canada en 2024.

## Biographie

### Jeunesse
Ryan Rodney Reynolds, né le 23 octobre 1976, grandit à Vancouver, sa ville natale. Son père, Jim Reynolds (né le 3 août 1941 et mort le 25 octobre 2015), est un homme d'affaires et ancien boxeur semi-professionnel, tandis que sa mère Tammy Reynolds est vendeuse. Ryan a trois frères et est le plus jeune des quatre enfants.
En 1994, il est diplômé de l'école secondaire de Kitsilano, à Vancouver. Il suit ensuite des cours à l'université Kwantlen Polytechnic University, également à Vancouver.
À 12 ans, ses parents le guident vers une carrière d'acteur. Ryan commence officiellement sa carrière à l'âge de 14 ans grâce à un premier rôle dans une série de Nickelodeon, Fifteen, pour lequel il a auditionné sans l’autorisation de ses parents. Il s'installe alors en Floride pendant le tournage, mais dès la fin de la production, en 1991, Ryan retourne vivre à Vancouver.

### Carrière

#### Révélation télévisuelle
Après son expérience dans la série Fifteen (1991), il apparaît dans plusieurs séries télévisées comme L'Odyssée fantastique ou imaginaire (1992), Au-delà du réel : L'aventure continue (1995 et 1998), X-Files : Aux frontières du réel et obtient un petit rôle dans le téléfilm Sabrina, l'apprentie sorcière (en 1996).
En 1997, il obtient le premier rôle principal (Berg) dans la série télévisée américaine Un toit pour trois (Two Guys, a Girl and a Pizza Place, 1998-2001). À la suite de ces prestations remarquées, le succès vient rapidement et une proposition lui est offerte : partir à Hollywood. Des rôles dans des films à plus grosse production lui sont alors proposés.
En parallèle de sa carrière d'acteur[Quand ?], il pose aussi comme mannequin pour une compagnie de vestes en cuir et de sous-vêtements pour Calvin Klein.

#### Comédies et films d'action

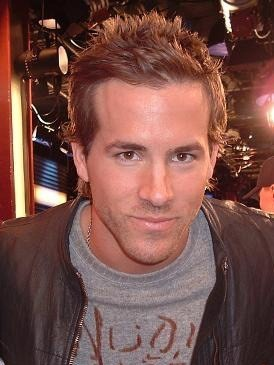
Ryan Reynolds en avril 2007.

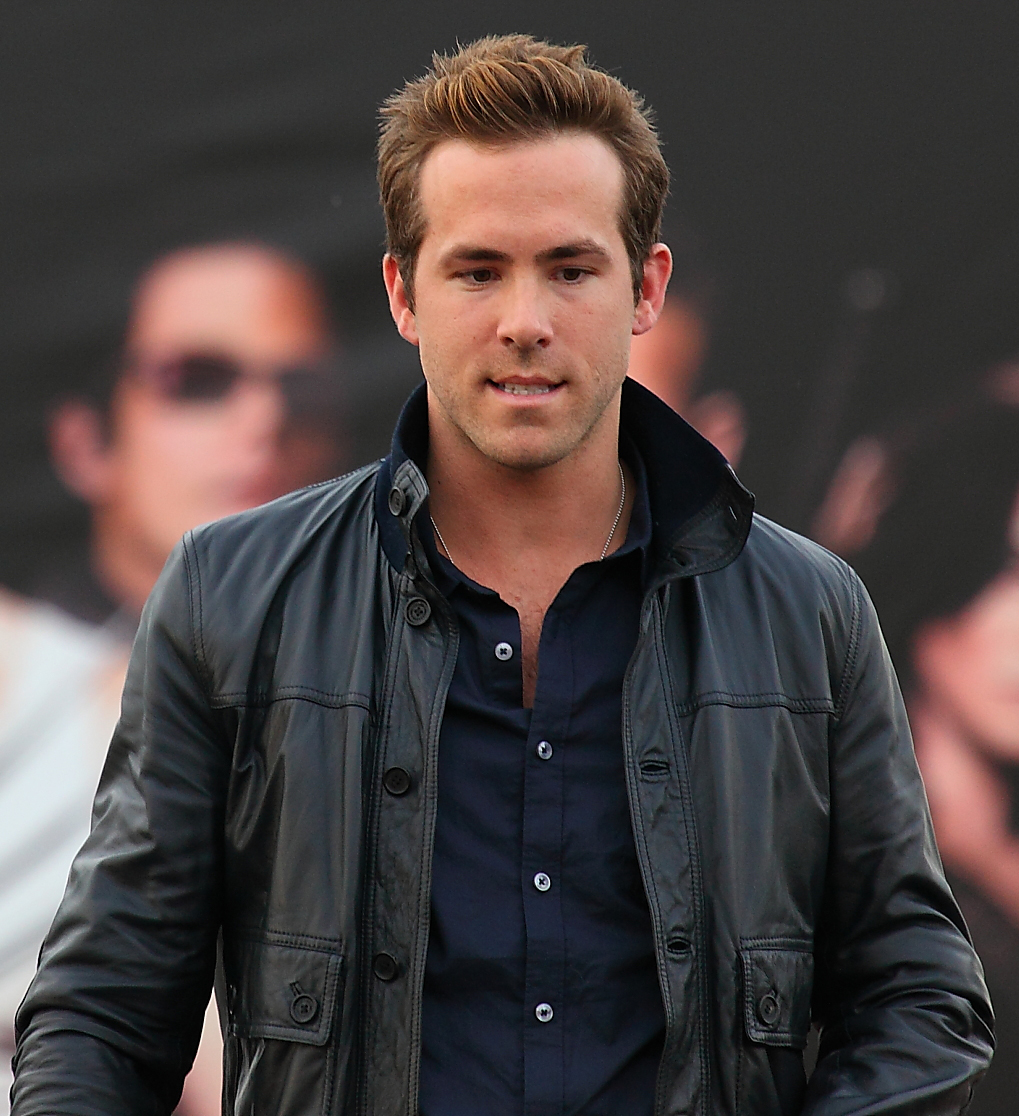
Ryan Reynolds en avril 2009 a l'avant-première du film X-Men Origins: Wolverine à Tempe (Arizona).

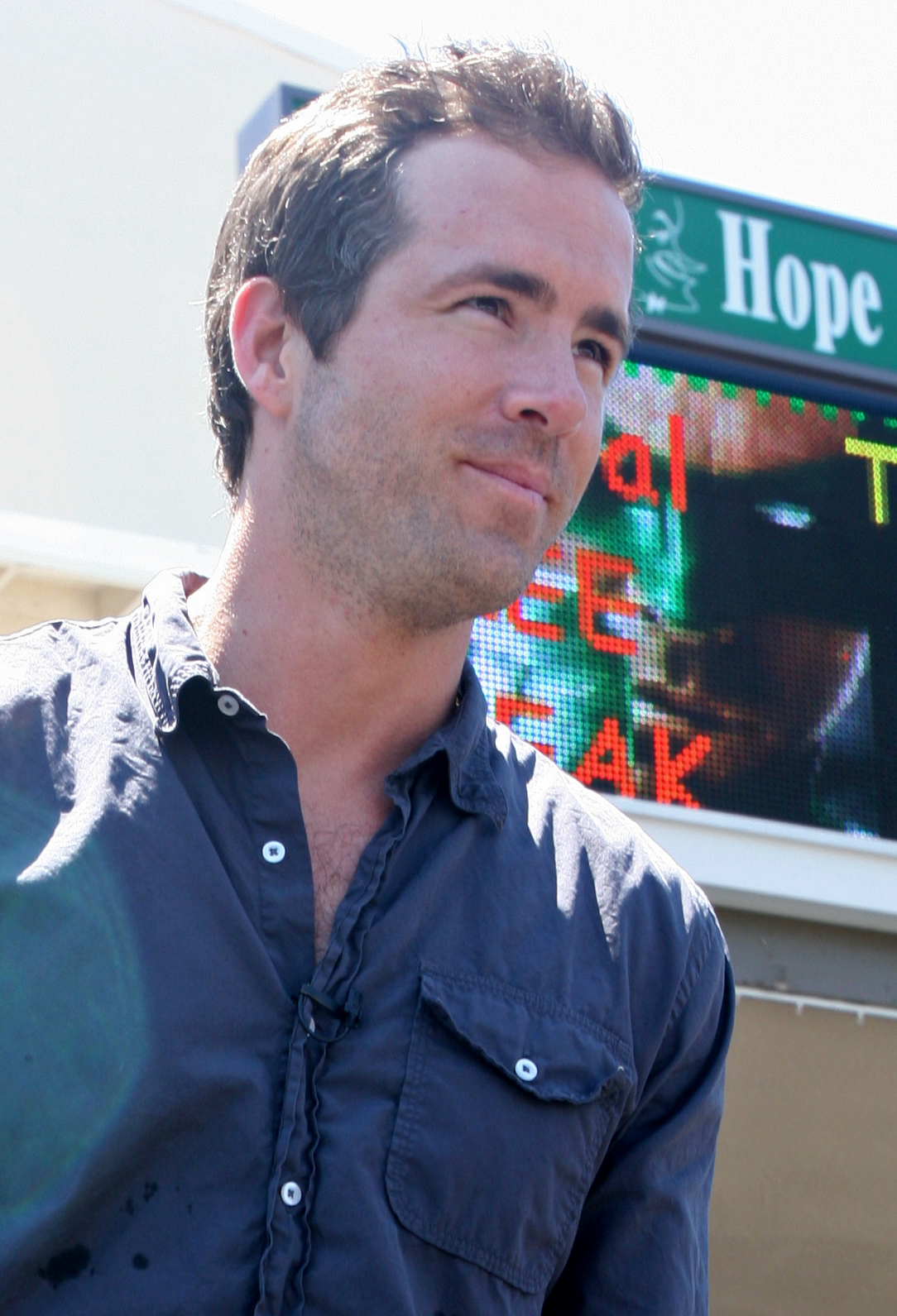
Ryan Reynolds à l'une des avant-premières du film Green Lantern en 2011, à San Diego.

En 2001, il joue dans la comédie noire Petite arnaque entre amis, écrite et réalisée par Jeff Probst.
En 2002, il est la tête d'affiche de la comédie American Party : Van Wilder relations publiques, réalisée par Walt Becker.
En 2003, il tente de se diriger vers les films d'action dans Espion mais pas trop ! d'Andrew Fleming, tient le premier rôle masculin de Foolproof et fait une apparition dans un épisode de la deuxième saison de la comédie médicale Scrubs.
En 2004, il décroche son premier rôle dans une grosse production avec le blockbuster de super-héros Blade: Trinity, écrit et réalisé par David S. Goyer, aux côtés de Jessica Biel et Wesley Snipes.
En 2005, il est la tête d'affiche de trois projets : le film d'horreur Amityville, où il est secondé par Melissa George ; la comédie indépendante Service non compris, aux côtés de Justin Long et Anna Faris ainsi que dans la comédie potache Just Friends de Roger Kumble.
En 2006, il tient l'un des premiers rôles du film d'action Mi$e à prix, écrit et réalisé par Joe Carnahan.
En 2007, il joue plusieurs rôles dans le film dramatique The Nines, écrit et réalisé par John August.
En 2008, il incarne le premier rôle de la comédie romantique Un jour, peut-être d'Adam Brooks, aux côtés d'Isla Fisher, Elizabeth Banks et Rachel Weisz, celui du mélodrame choral Fireflies in the Garden de Dennis Lee, avec Julia Roberts et Willem Dafoe et pour La Théorie du Chaos.
En 2009, il tient le rôle masculin principal de la comédie romantique La Proposition d'Anne Fletcher, aux côtés de Sandra Bullock, qui est un succès critique et commercial. Il tient aussi un second rôle dans la comédie indépendante Adventureland : Un job d'été à éviter, écrite et réalisée par Greg Mottola. La même année, il est choisi pour interpréter le rôle principal, Paul Conroy, du film remarqué et a petit budget de Rodrigo Cortés, Buried (2010) et celui de Hal Jordan / Green Lantern dans le film Green Lantern de Martin Campbell (2011). En février 2010, le réalisateur confirme qu'il y a une forte possibilité de voir une trilogie. En juin de la même année, Warner Bros. engage Greg Berlanti, Michael Green et Marc Guggenheim pour écrire Green Lantern 2. Deux mois plus tard, la production engage Michael Goldenberg pour leur succéder et réécrire le scénario. En revanche, la comédie indépendante Paper Man, parodiant les super-héros, dont il est la tête d'affiche, passe inaperçue.
En 2010, il devient le modèle attitré du nouveau parfum de la gamme d'Hugo Boss, intitulé Boss Night, pour leur nouvelle campagne de publicité. Au cours de cette même année, il est élu homme le plus sexy par le magazine People.
En 2011, il est l'un des rôles principaux dans le film comédie Échange standard au côté de Jason Bateman.

#### Virage dramatique

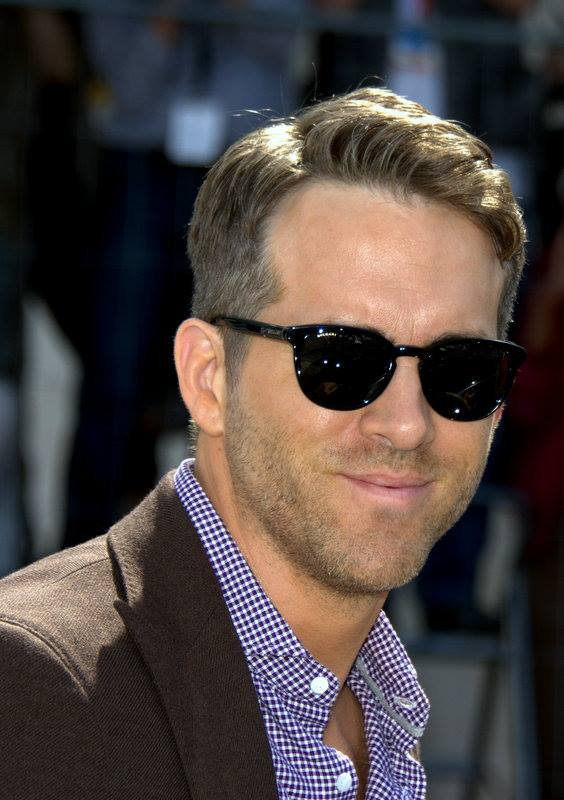
Ryan Reynolds au festival de Cannes 2014, pour la présentation de Captives.

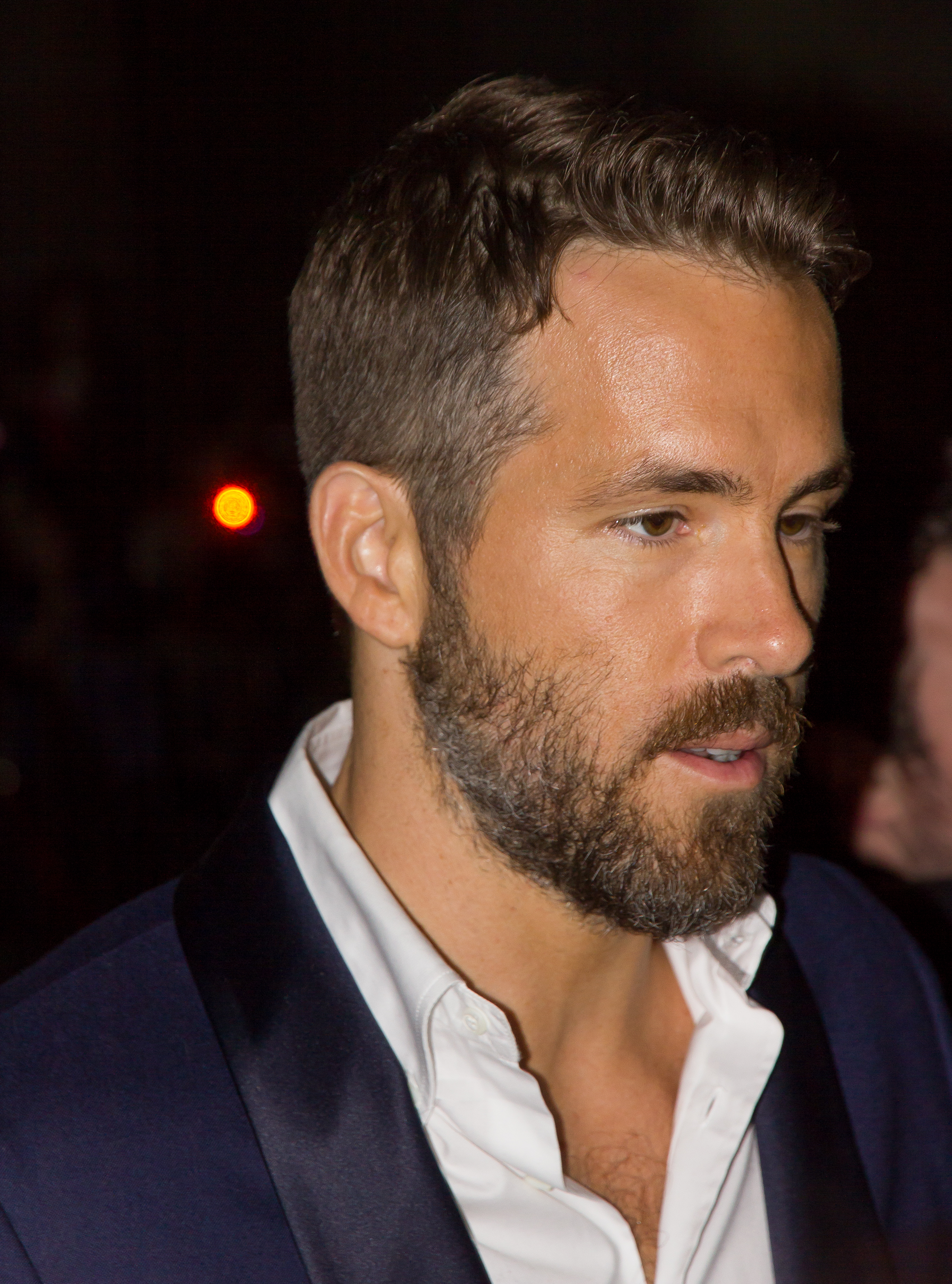
Ryan Reynolds au Festival international du film de Toronto 2014, pour la présentation de The Voices.

À la suite de ces différentes critiques mitigées, à l'exception notable de films plus modestes mais acclamés comme Adventureland : Un job d'été à éviter et Buried, l'acteur devient plus sélectif dans ses projets.
En 2012, il change de registre et tente le film d'action Sécurité rapprochée avec Denzel Washington.
La même année, trois de ses projets n'aboutissent pas.
Il propose à la chaîne américaine FOX, via sa société DarkFire qu'il dirige avec le scénariste Allan Loeb (en),, un projet de série télévisée d'animation, intitulée And Then There Was Gordon, qui a été refusée,.
Il est aussi choisi pour le premier rôle masculin au côté de Reese Witherspoon pour incarner le couple des célèbres peintres Walter et Margaret Keane dans le film Big Eyes, produit par Tim Burton,, réalisé par Scott Alexander et Larry Karaszewski. Cependant, Tim Burton décide de changer le duo d'acteur principal en avril 2013 en choisissant Christoph Waltz et Amy Adams à leurs places,.
En juin 2012, Ryan Reynolds est officiellement choisi pour incarner le rôle principal de Conrad MacLeod dans le prochain reboot d’Highlander. Cependant en juin 2013, l'acteur décide d'abandonner le projet,.
En juillet 2012, un an après son premier refus, Ryan Reynolds décide de renouveler l'expérience en proposant à la chaîne américaine FOX deux nouveaux projets de pilote, via sa société DarkFire,,, une nouvelle série télévisée d'animation, intitulée Lowe Rollers, et une série télévisée,, intitulée Murder in Manhattan, axée sur la comédie,.
En août 2012, il rejoint le casting du film Captives, réalisé et coécrit par Atom Egoyan. Le tournage débute en février 2013 dans le sud de l'Ontario,. Le film reçoit cependant un mauvais accueil de la critique, étant même hué au Festival de Cannes 2014.
En octobre 2012, il est en pourparlers pour tenir le rôle principal dans le film The Voices de Marjane Satrapi qu'il obtient par la suite. Le tournage a débuté début 2013. Le même mois, il est choisi pour incarner l'un des rôles principaux dans le prochain film nommé Battle for Bonneville de Jon Favreau.
En 2013, il joue dans le blockbuster RIPD : Brigade fantôme de Robert Schwentke, adaptation du comic book de Peter Lenkov, aux côtés de Jeff Bridges et Kevin Bacon.
La même année, lors d'une interview au sujet d'une possible suite de Green Lantern et de son implication pour reprendre son rôle de Hal Jordan / Green Lantern dans Justice League, Ryan Reynolds a expliqué : « Si vous faites une adaptation de comics, il faut bien le faire. Joss Whedon et Christopher Nolan ont tout compris. S'ils veulent faire un film comme ça, cela pourrait m'intéresser. Sur Green Lantern, j'ai vu à quel point il était difficile de faire quelque chose de crédible et combien cela peut être confus quand on ne sait pas vraiment où l'on va ou comment entrer dans ce monde et plaire aux fans. C'est pour cette raison que je suis très peu intéressé pour rejoindre l'équipe de la Justice League. Mais un grand scénario et un bon réalisateur pourraient toujours changer les choses ». En avril 2013, il est en discussion pour tenir le rôle principal du film Renaissances de Tarsem Singh, qu'il obtient ensuite. La date de sortie est annoncée pour le 26 septembre 2014 puis reportée au 27 février 2015. En juin 2013, il est choisi pour le rôle principal dans le film Under Pressure d'Anna Boden et Ryan Fleck. Le 16 juillet 2013, deux jours avant la sortie du film R.I.P.D. Brigade fantôme, Adult Swim (chaîne de YouTube) a diffusé un court métrage d'animation, produit par le studio Titmouse, Inc. et considéré comme une préquelle du film, avec la voix originale de Ryan Reynolds et de Jeff Bridges.
En avril 2014, Ryan Reynolds est en négociation avec la société The Weinstein Company pour rejoindre le casting du film La Femme au tableau de Simon Curtis dans le rôle de Randol Schoenberg, aux côtés de Helen Mirren et Daniel Brühl. Un mois plus tard, il obtient le rôle. En août 2014, Ryan Reynolds intègre la distribution du film Criminal : Un espion dans la tête, aux côtés de Kevin Costner, Gary Oldman et Tommy Lee Jones.

#### Deadpooletblockbusters
En mars 2005, lors d'une interview, Ryan Reynolds a parlé de son intérêt et de son implication dans une possible adaptation cinématographique de Deadpool avec le scénariste David S. Goyer, ainsi que la possibilité d'interpréter The Flash dans une adaptation du personnage de DC Comics, connu sous le nom de Wally West.
En décembre 2008, il est officiellement choisi pour incarner le rôle de Wade Wilson / Deadpool dans le film spin-off, X-Men Origins: Wolverine (2009), rôle qu'il souhaitait et qui l'intéressait depuis 2003.
En mai 2009, Ryan Reynolds est à nouveau annoncé pour l'incarner dans un spin-off exclusivement consacré au personnage avec une éventuelle sortie en 2013.
En mars 2011, il est confirmé que le film Deadpool sera un reboot, ignorant les événements qui ont eu lieu dans X-Men Origins: Wolverine et établira une nouvelle trame de fond pour le personnage.
En octobre 2012, Tim Miller est annoncé pour réaliser le film d'après le script de Rhett Reese et Paul Wernick sous la direction du studio 20th Century Fox indiquant également une date de sortie plus éloignée. Il déclare aussi : « Nous avons rendu le script génial et avons achevé des tests préliminaires et le développement du visuel qui, je le crois, emballera les fans. Et, Ryan adore toujours ce projet. Alors, sa concrétisation ou non ne tient vraiment plus qu’à la Fox. Tout ce que je peux faire, c’est espérer qu’on ait l'autorisation d’avancer. »
En mars 2013, lors d'une interview, Ryan Reynolds explique qu'un petit lien subtil sera établi pour aborder l'apparition du personnage dans X-Men Origins: Wolverine sans que le personnage de Wolverine apparaisse. Il rajoute également que le film a un scénario interdit aux moins de 17 ans. En mars 2014, le film est annoncé pour une sortie en 2016 puis confirmé six mois plus tard. En août 2014, une photo du tournage pour la préparation d'une vidéo test footage (avec Ryan Reynolds) a été publiée sur Internet. En septembre 2014, 20th Century Fox donne son feu vert et confirme le lancement de la production du film Deadpool avec une date de sortie prévue pour le 12 février 2016,, toujours avec Ryan Reynolds dans le rôle-titre,. En décembre 2014, la date de début du tournage du film est confirmée pour mars 2015. Lors de son exploitation en salles, le film s'impose comme le plus gros succès de la saga cinématographique X-Men, récoltant 754 millions de dollars pour un budget estimé à 59 millions de dollars.
En octobre 2015, Ryan Reynolds est en négociation pour le rôle principal du film Truth in Advertising.
En novembre 2015, il obtient le rôle principal du film Hitman and Bodyguard, aux côtés de Samuel L. Jackson et Gary Oldman.
En février 2016, il obtient le rôle principal masculin du film Life : Origine inconnue de Daniel Espinosa aux côtés de Rebecca Ferguson et Jake Gyllenhaal. Cependant, en raison d'un conflit d'emploi du temps avec le tournage du film Hitman and Bodyguard, Jake Gyllenhaal et lui ont du s'échanger leur rôle, Ryan Reynolds incarnant un rôle plus secondaire.
En avril 2016, le projet de suite au film Deadpool est officiellement lancé et nommé Deadpool 2, réalisé par David Leitch. En plus d'être également producteur, il a également prêté sa voix, qui a été légèrement modifiée par ordinateur pour la rendre plus grave, au personnage du Fléau (Juggernaut en VO).
En décembre 2017, Ryan Reynolds est choisi pour le rôle-titre de Pikachu, en capture de mouvement, pour le film Pokémon en prise de vues réelle, intitulé Pokémon : Détective Pikachu réalisé par Rob Letterman. Pour incarner le personnage, Dwayne Johnson, Mark Wahlberg ou Hugh Jackman étaient aussi potentiellement envisagés.
En janvier 2018, il signe un contrat de trois ans avec la Fox, débutant le développement d'une adaptation cinématographique du jeu de société Clue, écrit par Rhett Reese et Paul Wernick, scénaristes de la franchise Deadpool.
En septembre 2020, Ryan Reynolds prête sa voix pour promouvoir Laughing Man, le café de Hugh Jackman.
En octobre 2021, il évoque sur son compte Instagram son souhait de prendre une année sabbatique après le tournage du film Spirited : L'Esprit de Noël (Spirited) de Sean Anders.
En août 2022, il est confirmé sur le tournage du film Blue et Compagnie (IF) de John Krasinski, aux côtés de Steve Carrell et John Krasinski.

### Vie privée

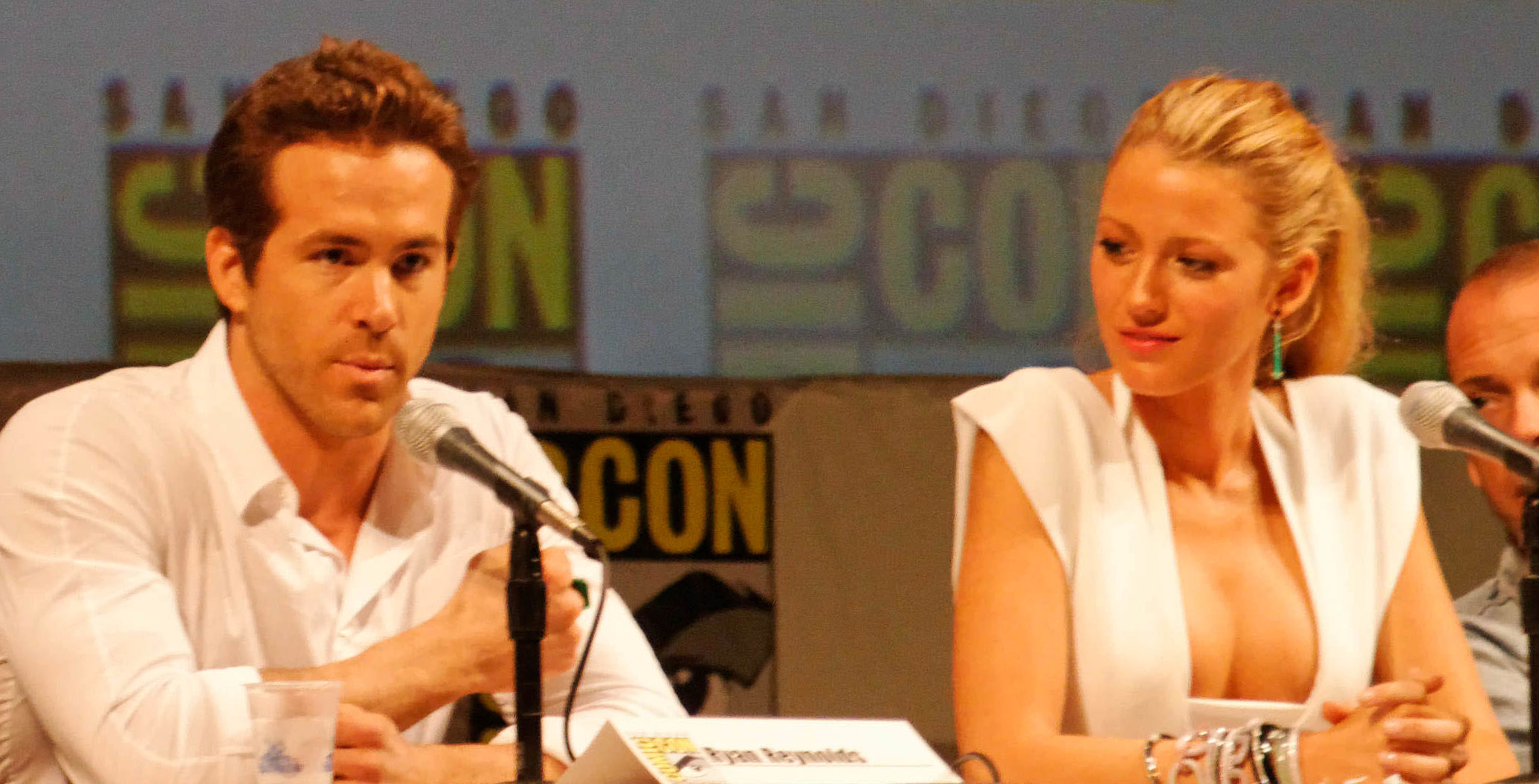
Ryan Reynolds avec son épouse, Blake Lively, au Comic-Con 2011.

En 1996, Ryan Reynolds a une brève liaison avec l'actrice américaine Melissa Joan Hart,.
De septembre 1998 à juillet 1999, il fréquente sa partenaire dans la série télévisée Un toit pour trois, Traylor Howard.
D'août 1999 à janvier 2000, il fréquente l'actrice américaine Kristen Johnston.
En 2001, il est en couple durant quelques mois avec l'actrice et productrice américaine Rachael Leigh Cook.
En 2002, il rencontre la chanteuse canadienne Alanis Morissette, avec qui il se fiance en juin 2004. En février 2007, le couple se sépare au bout de trois ans de fiançailles et cinq ans de vie commune. À la suite de cette séparation, la chanteuse compose l'album Flavors of Entanglement, évoquant son chagrin lié à leur rupture.
En avril 2007, il devient le compagnon de l'actrice américaine Scarlett Johansson. Ils se fiancent en mai 2008, puis se marient quatre mois plus tard. En décembre 2010, ils annoncent leur divorce, qui est prononcé le 1er juillet 2011.
Entre-temps, en début d'année 2011, il fréquente brièvement la mannequin allemande Agnes Fischer,.
Puis, durant l'été de cette même année, il a une liaison avec l'actrice sud-africaine Charlize Theron,.
Depuis octobre 2011, il partage sa vie avec l'actrice et mannequin américaine Blake Lively — de onze ans sa cadette — rencontrée en début d'année 2010 sur le tournage du film Green Lantern. Le couple se fiance en juin 2012 puis emménage à Bedford (État de New York). Ils se marient le 9 septembre 2012 en Caroline du Sud. Ensemble, ils ont trois filles et un garçon : James, née le 16 décembre 2014 ; Inez, née le 30 septembre 2016 ; Betty, née le 4 octobre 2019, ; et Olin, né le 12 février 2023.
En 2018, il obtient la citoyenneté américaine et a voté pour la première fois à l'élection présidentielle de 2020,.
En 2024, le couple se retrouve en tête d'affiche de film et s'impose au box-office : Ryan Reynolds dans Deadpool et Wolverine et Blake Lively dans Jamais plus.

### Engagements
En septembre 2022, il participe avec son ami Rob McElhenney à un clip de prévention contre le cancer colorectal pour les hommes de plus de 45 ans, après qu'on lui a diagnostiqué un polype lors d'une coloscopie subie après un pari perdu avec McElhenney.

### Autres activités
Ryan Reynolds a racheté le club de Wrexham Association Football Club avec l'aide de Rob McElhenney. Cette opération a fait l'objet d'une série documentaire, Welcome to Wrexham, disponible sur la plateforme Disney+.
Ryan Reynolds est aussi impliqué dans plusieurs autres activités.
- En 2018, il achète une part de l’entreprise Aviation American Gin (en) basée à Portland, en Oregon (États-Unis). Il en est devenu le porte-parole et le visage du marketing de la marque.
- En 2019, il devient copropriétaire et porte-parole principal de Mint Mobile (en), entreprise de téléphonie mobile.
- En 2020, il rejoint le conseil d'administration de l'entreprise de réseaux sociaux Match Group (Tinder, Hinge, OkCupid, PlentyOfFish et Match.com).
- En 2023, avec ses associés dont Rob McElhenney et Michael B. Jordan, il acquiert 24 % d'Alpine Racing Ltd, la société qui contrôle l’écurie de Formule 1 Alpine, pour un montant de 200 millions d’euros[115],[116].

### Affaire judiciaire
Ryan Reynolds est entraîné dans l'affaire opposant sa femme, Blake Lively et l'acteur et réalisateur Justin Baldoni en janvier 2025, quand ce dernier dépose une poursuite de 400 millions de dollars contre le couple et sa publiciste pour diffamation et extorsion. Alors que Blake Lively accuse Justin Baldoni de harcèlement sexuel lors du tournage du film Jamais plus, celui-ci contre-attaque en accusant Lively et Reynolds d'avoir créé un faux récit de harcèlement en « exagérant des interactions bénignes » afin de faire pression sur lui dans une tentative de le forcer à leur céder le contrôle créatif du film. Ryan Reynolds est notamment accusé d'avoir appelé l'agence artistique WME pour leur demander d'abandonner Justin Baldoni comme client, appel durant lequel il l'aurait qualifié de « prédateur sexuel »,,,.
En juin 2025, le juge ordonne le rejet de la poursuite de Baldoni contre Lively, Reynold, Sloane et le New York Times, estimant que Baldoni n'est pas en mesure de prouver ses accusations. Il autorise Baldoni à déposer une nouvelle poursuite, mais rejette la possibilité de nouvelles accusations de diffamation et d'extorsion, n'autorisant Baldoni à poursuivre à nouveau Lively et Reynolds que pour les accusations de rupture de clause implicite de bonne foi et d’Ingérence délictuelle dans un contrat (en),. Baldoni choisit cependant de ne pas déposer de nouvelle poursuite, préférant se concentrer sur sa défense contre les accusations de Lively.

## Filmographie

### Cinéma

#### Longs métrages
- 1993 : Ordinary Magic de Giles Walker : Ganesh / Jeffrey
- 1997 : L'Alarmiste (Life During Wartime) d'Evan Dunsky (en) : Howard Ancona
- 1999 : Coming Soon de Colette Burson (en) : Henry Lipschitz
- 1999 : Dick : Les Coulisses de la présidence (Dick) d'Andrew Fleming : Chip
- 2000 : Le Monstre du campus (Boltneck ou Big Monster on Campus) de Mitch Marcus : Karl O'Reilly
- 2000 : We All Fall Down de Martin Cummins : Red Shoes
- 2001 : Petite arnaque entre amis (Finder's Fee) de Jeff Probst : Quigley
- 2002 : American Party : Van Wilder, relations publiques (National Lampoon's Van Wilder) de Walt Becker : Van Wilder
- 2002 : Le Coup de Vénus (Buying the Cow) de Walt Becker : Mike Hanson
- 2003 : Espion mais pas trop ! (The In-Laws) d'Andrew Fleming : Mark Tobias
- 2003 : Foolproof de William Phillips (en) : Kevin
- 2004 : Harold et Kumar chassent le burger (Harold and Kumar Go to White Castle) de Danny Leiner : l'infirmier (caméo)
- 2004 : Blade: Trinity de David S. Goyer : Hannibal King
- 2005 : Amityville (The Amityville Horror) d'Andrew Douglas : George Lutz
- 2005 : Service non compris (Waiting…) de Rob McKittrick (en) : Monty
- 2005 : Just Friends de Roger Kumble : Chris Brander
- 2006 : Mi$e à prix (Smokin' Aces) de Joe Carnahan : Richard Messner
- 2007 : The Nines de John August : Gary / Gavin / Gabriel
- 2008 : La Théorie du Chaos (Chaos Theory) de Marcos Siega : Frank Allen
- 2008 : Un jour, peut-être (Definitely, Maybe) d'Adam Brooks : Will Hayes
- 2008 : Fireflies in the Garden de Dennis Lee : Michael Taylor
- 2009 : Adventureland : Un job d'été à éviter (Adventureland) de Greg Mottola : Mike Connell
- 2009 : X-Men Origins: Wolverine de Gavin Hood : Wade Wilson / Deadpool
- 2009 : La Proposition (The Proposal) d'Anne Fletcher : Andrew Paxton
- 2009 : Paper Man de Kieran (en) et Michele Mulroney : le capitaine Excellent
- 2010 : Buried de Rodrigo Cortés : Paul Conroy
- 2011 : Green Lantern de Martin Campbell : Hal Jordan / Green Lantern
- 2011 : Échange standard (The Change-Up) de David Dobkin : Mitch Planko
- 2011 : The Whale (en) de Suzanne Chisholm et Michael Parfit : le narrateur[124] (documentaire)
- 2012 : Sécurité rapprochée (Safe House) de Daniel Espinosa : Matt Weston
- 2012 : Ted de Seth MacFarlane : Jared (caméo non crédité[44])
- 2013 : RIPD : Brigade fantôme (RIPD: Rest In Peace Department) de Robert Schwentke : Nick Walker
- 2014 : The Voices de Marjane Satrapi : Jerry Hickfang / M. Whiskers, Bosco, Deer et Bunny Monkey (voix originales)
- 2014 : Albert à l'ouest (A Million Ways to Die in the West) de Seth MacFarlane : l'homme tué par Clinch au bar (caméo non crédité[44])
- 2014 : Captives (The Captive) d'Atom Egoyan : Matthew Lane
- 2015 : Under Pressure (Mississippi Grind) d'Anna Boden et de Ryan Fleck : Curtis
- 2015 : La Femme au tableau (The Woman in Gold) de Simon Curtis : Randol Schoenberg
- 2015 : Renaissances (Self/less) de Tarsem Singh : Damian Hayes jeune
- 2016 : Deadpool de Tim Miller : Wade Wilson / Deadpool
- 2016 : Criminal : Un espion dans la tête (Criminal) d'Ariel Vromen : Bill Pope
- 2017 : Life : Origine inconnue (Life) de Daniel Espinosa : Rory « Roy » Adams
- 2017 : Hitman and Bodyguard (The Hitman's Bodyguard) de Patrick Hugues : Michael Bryce
- 2018 : Deadpool 2 (version alternative PG-13 Once Upon a Deadpool)[125] de David Leitch : Wade Wilson / Deadpool, Le Fléau (Juggernaut en VO - entièrement généré par ordinateur, capture de mouvement du visage et voix) et lui-même (scène post-générique)
- 2019 : Great Bear Rainforest de Rebekah Jorgensen, Ian McAllister et Marc Griffith : le narrateur[126] (documentaire)
- 2019 : Pokémon : Détective Pikachu (Pokémon Detective Pikachu) de Rob Letterman : détective Pikachu (voix et capture de mouvement) et Harry Goodman[n 1]
- 2019 : Fast and Furious: Hobbs and Shaw (Fast and Furious Presents: Hobbs and Shaw) de David Leitch : agent de la CIA Victor Locke (caméo non crédité) et le directeur Eteon[127],[n 1],[n 2] (voix uniquement)
- 2019 : Six Underground de Michael Bay : One / le millionnaire
- 2021 : Hitman and Bodyguard 2 (The Hitman's Wife's Bodyguard) de Patrick Hughes : Michael Bryce
- 2021 : Free Guy de Shawn Levy : Guy et Dude[n 1] (voix et capture de mouvement)
- 2021 : Red Notice de Rawson Marshall Thurber : Nolan Booth
- 2022 : Adam à travers le temps (The Adam Project) de Shawn Levy : Adam
- 2022 : Bullet Train de David Leitch : Carver  (caméo non crédité[44])
- 2022 : Spirited : L'Esprit de Noël (Spirited) de Sean Anders : Clint Briggs
- 2023 : Ghosted de Dexter Fletcher : Jonas (caméo)
- 2024 : Blue et Compagnie (IF) de John Krasinski : Calvin « Cal »
- 2024 : Deadpool et Wolverine (Deadpool and Wolverine) de Shawn Levy : Wade Wilson / Deadpool et Nicepool[n 3]

Prochainement
- 2025 : Animal Friends de Peter Atencio (en)[44] (en postproduction[44], sortie prévue le 10.10.2025 aux États-Unis)
- date inconnue : Mayday de John Francis Daley et Jonathan Goldstein[44] (en postproduction[44])

#### Courts métrages
- 2016 : Piaget: Polo S de Pierre Michel-Estival : Hero
- 2017 : Deadpool: No Good Deed de David Leitch : Wade Wilson / Deadpool - également scénariste
- 2017 : Life: Astronaut Diaries de Daniel Espinosa : Rory « Roy » Adams (scènes supplémentaires bonus DVD)
- 2017 : Gettin' Wet on Wet with Deadpool 2 : Wade / Deadpool
- 2017 : The Hitman's Bodyguard: The Hitman vs. The Bodyguard de Patrick Hugues : Michael Bryce
- 2018 : Asesinato en el Hormiguero Express : Ryan Reynolds[n 4]
- 2019 : Becoming Pikachu : lui-même[44] - également scénariste
- 2021 : Deadpool's Maximum Reactions: Korg and Deadpool : Deadpool
- 2021 : Meet Bryan Breynolds : Bryan Breynolds[n 5],[44]
- 2022 : The Adam Project: Daylight Savings de Shawn Levy et Brian DiMuccio : Ryan Reynolds (scènes supplémentaires bonus DVD, avec Christopher Lloyd[44])

#### Films d'animation
- 2013 : Les Croods (The Croods) de Kirk DeMicco et Chris Sanders : Guy (voix originale)
- 2013 : Turbo de David Soren : Theo, l'escargot alias « Turbo » (voix originale)
- 2020 : Les Croods 2 (The Croods: A New Age) de Joel Crawford : Guy (voix originale)

### Télévision

#### Téléfilms
- 1994 : Une femme en péril (My Name Is Kate) de Rod Hardy : Kevin Bannister
- 1995 : Les Galons du silence (Serving in Silence: The Margarethe Cammermeyer Story) de Jeff Bleckner : Andy
- 1996 : Amitié fatale[n 6] (When Friendship Kills) de James A. Contner : Ben Colson
- 1996 : Sabrina, l'apprentie sorcière (Sabrina the Teenage Witch) de Tibor Takács : Seth
- 1996 : Coup de sang (In Cold Blood) de Jonathan Kaplan : Bobby Rupp
- 1998 : Des vacances mouvementées (Tourist Trap) de Richard Benjamin : Wade Early
- 2005 : Leçons de vie (School of Life) de William Dear : Michael « Mr D » D'Angelo
- 2010 : Secret Origin: Story of DC Comics de Mac Carter : le narrateur[44] (documentaire)

#### Séries télévisées
- 1991 : Fifteen (Hillside) : Billy Simpson (18 épisodes)
- 1993-1994 : L'Odyssée fantastique ou imaginaire (The Odyssey) : Macro (13 épisodes) et Lee (saison 3, épisode 4)
- 1995 : The Marshal (en) : Rick (saison 2, épisode 3)
- 1995 : Lonesome Dove: The Outlaw Years : Griffin (saison 1, épisode 9)
- 1995 / 1998 : Au-delà du réel : L'aventure continue (The Outer Limits) : Derek Tillman (saison 1, épisode 20) / Paul Nodel (saison 3, épisode 12 et saison 4, épisode 23)
- 1996 : X-Files : Aux frontières du réel (The X Files) : Jay « Boom » DeBoom (saison 3, épisode 13 : Âmes damnées)
- 1996 : The John Larroquette Show : Tony Hemingway (saison 4, épisode 7)
- 1998-2001 : Un toit pour trois (Two Guys, a Girl and a Pizza Place (saisons 1 et 2), Two Guys and a Girl (saisons 3 et 4)) : Berg  (81 épisodes)
- 2003 : Scrubs : Spence (saison 2, épisode 22)
- 2007 : My Boys (en) : Hams[n 2] (saison 1, épisode 19)
- 2009 : Saturday Night Live : lui-même (émission télévisée)
- 2012 : Top Gear : lui-même (émission télévisée - 1 épisode)
- 2016 : Honest Trailers: Deadpool (feat. Deadpool) : Deadpool (Webzine / Web-série, voix - saison 5, épisode 19)
- 2017 : Honest Trailers: Logan (feat. Deadpool) - 200e épisode !! : Deadpool (Webzine / Web-série, voix - saison 8, épisode 22)
- 2018 : Honest Trailers: Deadpool 2 (feat. Deadpool) : Deadpool (Webzine / Web-série, voix - saison 11, épisode 5)
- 2020 : James and the Giant Peach with Taika and Friends : Centipede et Earthworm (lecture, saison 1, épisode 5)
- 2021 : The Cinnamon Bear: A Holiday Adventure : le Père Noël (série de podcast, 4 épisodes)
- 2023 : American Auto (en) : Ryan Reynolds[n 4],[n 2],[44] (saison 2, épisode 3)

#### Séries d'animation
- 2004-2005 : Zeroman (en) : Ty Cheese[44] (voix originale - 14 épisodes)
- 2011-2012 et 2017 : Les Griffin (Family Guy) : Ryan Reynolds[n 4],[44] (voix originale - saison 10, épisode 4 et saison 16, épisode 4) / l'homme avec de l'embonpoint[44] (voix originale - saison 11, épisode 8)
- 2021 : Corner Gas Animated (en) : Ryan Reynolds[n 4] (voix originale - saison 4, épisode 13)

#### Clips
- 2001 : Bouncing Off the Walls (en) du groupe Sugarcult[128]
- 2009 : Threw It on the Ground du groupe The Lonely Island[129]
- 2018 : Ashes (en) de Céline Dion : Deadpool[130],[131]
- 2019 : You Need to Calm Down de Taylor Swift : Norman Rockwell[132],[133]
- 2024 : Chk Chk Boom (en) de Stray Kids : le journaliste TV[134]

#### Émissions
- 2018 : Burger Quiz : lui-même
- 2018 : The Late Show with Stephen Colbert : Wade / Deadpool (saison 3, épisode 140)
- 2020 : Some Good News : le météorologiste (saison 1, épisode 6)
- 2020 : Don't : le commentateur (voix, 6 épisodes)
- 2021 : Jimmy Kimmel Live! : Bryan Reynolds[n 5],[44]
- 2023 : Choreographers React[44] (saison 1, épisode 9)

### Jeux vidéo
- 2011 : Green Lantern : La Révolte des Manhunters (Green Lantern: Rise of the Manhunters) : Hal Jordan / Green Lantern (voix originale)
- 2018 : Marvel Strike Force : Wade Wilson / Deadpool[n 7] (voix originale)

### Producteur / producteur exécutif
- 2011 : The Whale (documentaire[124])
- 2013 : The Great Zucchini (série télévisée[44])
- 2013 : Murder in Manhattan (téléfilm[44])
- 2016 : Deadpool de Tim Miller
- 2018 : Deadpool 2 de David Leitch - également scénariste
- 2020 : Don't (jeu télévisée - 1 épisode)
- 2021 : Free Guy de Shawn Levy
- 2022 : Adam à travers le temps (The Adam Project) de Shawn Levy
- 2022 : Shotgun Wedding de Jason Moore
- 2024 : Blue et Compagnie (IF) de John Krasinski
- 2024 : Deadpool et Wolverine de Shawn Levy
- 2025 : Animal Friends de Peter Atencio (en)

## Distinctions

### Reconnaissances
- Nomination à l'Ordre de la Colombie-Britannique : 7 août 2023
- Nomination à l’Ordre du Canada, avec le rang d’Officier : 18 décembre 2024[3]

### Récompenses
- Young Hollywood Awards 2003 : meilleure révélation masculine dans American Party : Van Wilder relations publiques
- Teen Choice Awards 2005 : meilleure scène effrayante dans Amityville[135]
- Scream Awards 2009 : meilleur acteur dans un second rôle dans X-Men Origins: Wolverine[136]
- ShoWest Convention 2011 : meilleur acteur masculin de l'année
- Fangoria Chainsaw Awards 2011 : meilleur acteur dans Buried
- CinemaCon 2011 : meilleur acteur de l'année
- People's Choice Awards 2012 : film favori de super-héros dans Green Lantern
- Hollywood Walk of Fame 2016 (le 15.12.2016) : meilleure performance de capture de mouvement pour Deadpool
- Teen Choice Awards 2016 : meilleur choix de film pour Deadpool
- MTV Movie Awards 2016 :
  - meilleur combat (partagé avec Ed Skrein) dans Deadpool
  - meilleure performance comique dans Deadpool
- Golden Schmoes Awards 2016 : meilleur acteur de l'année dans Deadpool
- Broadcast Film Critics Association Awards 2016 : meilleur acteur dans une comédie pour Deadpool
- People's Choice Awards 2017 : acteur préféré d'un film dans Deadpool
- Academy of Science Fiction, Fantasy and Horror Films 2017 : meilleur acteur dans Deadpool
- Hasty Pudding Theatricals 2017 : homme de l'année

### Nominations
- Young Artist Awards 1993 : meilleur jeune acteur covedette dans une série télévisée du câble pour Fifteen
- MTV Movie Awards 2003 : meilleure révélation masculine pour son rôle dans American Party : Van Wilder relations publiques
- Teen Choice Awards 2009 : meilleur acteur de l'été dans La Proposition
- Gotham Independent Film Awards 2009 : meilleure distribution dans Adventureland : Un job d'été à éviter
- Teen Choice Awards 2010
  - meilleur baiser dans La Proposition
  - meilleure alchimie dans La Proposition
  - meilleur acteur dans un film romantique / comédie pour La Proposition
- People's Choice Awards 2010 :
  - meilleure équipe à l'écran dans X-Men Origins: Wolverine
  - meilleure équipe à l'écran dans La Proposition
  - meilleur acteur de cinéma préféré dans La Proposition
  - meilleur acteur comique préféré dans La Proposition
- MTV Movie Awards 2010 :
  - meilleur baiser dans La Proposition
  - meilleure performance d'acteur dans La Proposition
  - meilleur combat dans X-Men Origins: Wolverine
- Teen Choice Awards 2011 : meilleur acteur dans un film de science-fiction pour Green Lantern
- MTV Movie Awards 2011 : meilleure performance de peur dans Buried
- Prix Goya 2011 : meilleur acteur pour Buried
- Prix Gaudí 2011 : meilleure performance par un acteur dans un rôle principal pour Buried
- Saturn Awards 2011 : meilleur acteur pour Buried
- People's Choice Awards 2012 :
  - meilleur acteur préféré de cinéma
  - meilleur acteur de film d'action préféré dans Green Lantern
  - meilleur acteur de film comique préféré dans Échange standard
- People's Choice Awards 2017 : acteur de film d'action préféré dans Deadpool
- Golden Globes 2017 : acteur préféré d'un film dans Deadpool

## Voix francophones
En version française, Pierre Tessier est la voix régulière de Ryan Reynolds. C'est notamment le premier comédien à l'avoir doublé à l'âge adulte, avec le personnage d'Andy dans le téléfilm, Les Galons du silence, en 1995. Il l'a ensuite doublé à une vingtaine de reprises (dont notamment American Party : Van Wilder relations publiques, La Proposition, Green Lantern, Deadpool 1 et Deadpool 2, etc.). Adrien Antoine l'a également doublé quatre fois (le téléfilm Sabrina, l'apprentie sorcière, les séries Un toit pour trois et Scrubs puis le film Buried). Occasionnellement, Damien Boisseau lui a prêté sa voix à trois reprises (X-Files : Aux frontières du réel, Dick : Les Coulisses de la présidence et le jeu vidéo Green Lantern : La Révolte des Manhunters) ainsi que Franck Lorrain dans trois films (Sécurité rapprochée, RIPD : Brigade fantôme et Life : Origine inconnue,). Tandis qu'à deux occasions, Philippe Allard (Petite arnaque entre amis et Just Friends) et Bruno Choël (Amityville et X-Men Origins: Wolverine,) ont été une de ses voix. À titre exceptionnel, il y a Maurice Decoster, qui a été choisi pour le doubler dans le film Un jour, peut-être, Frédéric Popovic dans Adventureland : Un job d'été à éviter, Rémi Bichet dans La Femme au tableau  ou encore Jonathan Cohen dans The Voices.
Pour les films d'animation, Kev Adams a été sa voix pour Les Croods et Laurent Lafitte pour Turbo. Par ailleurs, lors de ses caméos dans les films Ted, Albert à l'ouest et Bullet Train, Ryan Reynolds n'a aucun dialogue.
En version québécoise, François Godin est la voix régulière de l'acteur, qu'il a doublé à vingt-et-une reprises (dont National Lampoon présente Van Wilder, Bien sûr, peut-être, Green Lantern, La Captive, Deadpool, etc. Martin Watier l'a également doublé à cinq reprises (Blade : La Trinité, Amityville : La Maison du Diable, La Proposition, Les Croods (voix) et Turbo). Exceptionnellement, Renaud Paradis est sa voix pour le film Les Beaux-pères et Alexis Lefebvre pour le film Enterré
Version française
- Pierre Tessier[137] dans : Les Galons du silence (téléfilm), American Party : Van Wilder relations publiques, La Proposition, Green Lantern, Deadpool[137], etc.

Version québécoise
Note : La liste indique les titres québécois.
- François Godin[141] dans : National Lampoon présente Van Wilder, Bien sûr, peut-être, Green Lantern, La Captive[n 9],  Deadpool[141], etc.